# Musculus levator palpebrae superioris
De musculus levator palpebrae superioris is een van de uitwendige oogspieren.

## Innervatie
Ze wordt geïnnerveerd door de nervus oculomotorius, de derde hersenzenuw.

## Functie
De m. levator palpebrae superioris zorgt voor de elevatie en retractie van het bovenste ooglid. De antagonist is de m. orbicularis oculi.

## Symptomen bij beschadiging
Gedeeltelijke of volledige ptosis met of zonder verlies van actieve ooglidelevatie.

## Mogelijke oorzaken van aandoeningen
- Syndroom van Horner (wel ptosis, echter veroorzaakt door m. tarsalis superior)
- beschadiging van de nervus oculomotorius (N. III)